# De eindeloze nacht
De eindeloze nacht is een detective- en misdaadverhaal geschreven door Agatha Christie. Het werk verscheen initieel in 1967 onder de titel Endless Night en werd uitgegeven door de Britse Collins Crime Club. In de Verenigde Staten werd het werk een jaar later uitgegeven door Dodd, Mead and Company. Een Nederlandstalige versie wordt uitgegeven door Luitingh-Sijthoff.

## Verhaal
De tweeëntwintig jarige Michael Rogers wil door architect Santorix een huis laten bouwen waar hij met zijn droomvrouw zal wonen, ondanks dat hij het geld niet heeft. Hij wil dat laten bouwen op "Gipsy's Acre", een voormalige verblijfplaats van zigeuners, dat te koop staat. Niemand heeft interesse omwille van de zigeunervloek die er op rust. Hij ontmoet per toeval Ellie Goodman. Zij verbergt dat ze rijk is uit vrees voor fortuinjagers. Ze woont in Amerika waar ze een meid Greta Andersen heeft, die tevens haar beste vriendin is. Michael en Ellie worden verliefd en trouwen ondanks dat haar familie dat afkeurt. Uiteindelijk zegt Ellie dat ze rijk is en Gipsy's Acre heeft gekocht en het huis wordt gebouwd.
Op een nacht wordt een steen door een raam gegooid waarop een bericht is bevestigd dat ze de grond moeten verlaten, maar het koppel wil daar niet van weten. Ellie laat Greta overkomen, wat Michael niet ziet zitten. Greta en Michael komen niet overeen wat tot ruzies leidt tussen beiden.
Het koppel leert de dorpsbewoners kennen: majoor Philpot, paardrijdster Claudia Hardcastle en zigeunerin Lee. Laatste geeft raad aan het koppel de grond zo snel mogelijk te verlaten vanwege de vloek, maar later blijkt dat Lee in het verleden meermaals werd omgekocht om mensen te terroriseren.
Ellie spreekt regelmatig af met Claudia om te gaan paardrijden, ondanks dat beiden een allergie hebben. Daarom neemt Ellie speciale pillen die ze ook aan Claudia geeft.
Op een dag gaat Ellie alleen paardrijden omdat Claudia naar Londen moet. Later op de dag moeten Ellie en Michael lunchen met Philpot, maar ze daagt nooit op. Michael is verbaasd dat ze Claudia en een van haar advocaten ziet terwijl ze in Londen zou zijn. Het lichaam van Ellie wordt gevonden en men is van mening dat ze van haar paard is gegooid en ongelukkig is gevallen. Mevrouw Lee wordt later gevonden in een groeve en ook Claudia sterft.
Michael gaat naar Amerika om de begrafenis van Ellie bij te wonen. Bij zijn terugkeer opent hij de deur en ziet zijn droomvrouw: Greta. De twee waren verliefd voordat Ellie opdook en beraamden een plan om rijk te worden. Greta reisde destijds af naar Amerika en haalde Ellie over om haar meid te worden. Zo won ze haar vertrouwen. Via een list ontmoetten Michael en Ellie elkaar "toevallig". Ellie werd vermoord met cyanide dat ze in een van haar allergiepillen deden. Per ongeluk nam Claudia ook zo'n pil. Lee werd ingehuurd om het koppel proberen te verjagen. Daar ze ook de waarheid wist, werd ze door Greta en Michael vermoord.
Michael krijgt een brief van meneer Lipponcott, een van de advocaten van Ellie. De brief bevat een krantenartikel van Michael en Greta in Hamburg lang geleden, waaruit duidelijk af te leiden is dat ze elkaar kenden. Uit stress dat dit alles zou uitkomen, begint Michael te hallucineren en ziet Greta als Ellie aan en wurgt haar. De politie vindt de dood van Claudia verdacht en arriveert net op dat ogenblik. Ze vinden Michael naast het lijk van Greta in een psychotische toestand. Michael wordt gearresteerd.
Dan blijkt dat bovenstaande een verhaal is van Michael. Dit alles is wel degelijk gebeurd, maar nu wil hij zijn visie aan de anderen laten lezen. Hij biecht op dat hij in het verleden een kameraad opzettelijk liet verdrinken om zijn horloge te roven en een andere man moedwillig liet doodbloeden om roofmoord te plegen.
Michael overdenkt een uitspraak van Santonix op diens sterfbed waaruit blijkt dat Santonix op een of andere manier de gehele waarheid had ontdekt. Die uitspraak doet Michael nu vermoeden dat hij misschien van Ellie had kunnen houden en zijn relatie met Greta moest stopzetten.

## Adaptaties
- Christie herschreef het boek als kortverhaal onder de titel "The Case of the Caretaker", maar verving de namen. Het kortverhaal is onderdeel van het boek Miss Marple's Final Cases and Two Other Stories. Dat kortverhaal is in de Nederlandstalige versie gekend als Het geval van de huisbewaardster.[3]
- Het boek werd verfilm in 1972 onder de titel Endless Night. Regie was in handen van Sidney Gilliat, maar de film werd slecht ontvangen.[4]
- BBC Radio 4 zond in 2008 een luisterverhaal uit in het programma "Saturday Theatre".
- In 2008 brachten François Rivière en Frank Leclercq het boek uit als een stripverhaal.
- ITV gebruikte het verhaal voor hun reeks Agatha Christie's Marple en voegde Miss Marple toe.[5]